# Papken Czarian
Papken, imię świeckie Hagob Czarian (ur. 9 kwietnia 1965 w Bejrucie) – duchowny Apostolskiego Kościoła Ormiańskiego, od 2016 arcybiskup Kanady Katolikosatu Cylicyjskiego. 

## Biografia
Święcenia diakonatu przyjął w 1981, a prezbiteratu w 1984. 4 czerwca 2006 otrzymał sakrę biskupią. W latach 2014–2016 był arcybiskupem Dżolfy. W 2016 mianowany został arcybiskupem Kanady.